# Aettartangi
Aettartangi (del islandés antiguo: promontorio -en el sentido de punta rocosa o pequeña península que se introduce en el mar- de la familia -en el sentido de estirpe o linaje-) es una espada legendaria mencionada en la saga Vatnsdœla (Saga de los habitantes de Vatnsdal, o Valle del Lago).

## Historia
La espada, propiedad del vikingo noruego Hranf, es dada por este a Ingimundur Þorsteinsson (también conocido como Ingimund el Viejo). Hrafn se la entrega como compensación por entrar al templo de Vatnsdal, cercano a la casa de Ingimund y portando el arma, lo que era contrario a la costumbre del lugar (una clásica argucia de las sagas, ya que esto era algo que Ingimund sabía pero Hrafn no, de modo que Hrafn acepta cederle la espada aun sabiendo que la ha perdido por un engaño debido a su propia imprudencia). A partir de ese momento, la espada, cuya posesión simboliza el liderazgo del clan familiar, será llamada Aettartangi por Ingimund y sus descendientes.
Tras la muerte de Ingimund, la espada será compartida por los hermanos Thorstein y Jökull: Thorstein la portará en las ocasiones formales, como los juicios y las asambleas, y Jökull en los juegos, las peleas de caballos y la batalla. Tras la muerte de Jökull y Thorstein, la espada será portada por Ingólfur Þorsteinsson, hijo de este último, que la utilizará en el ataque a los forajidos que invaden su hacienda.
Después de la muerte de Ingolf, Aettartangi queda en manos de Bard, heredero de Jökull, y posteriormente de la hija de este, Asdis. La espada será entregada a Grettir el fuerte, bisnieto de Jökull por su madre Asdis, cuando Asmund, padre de Grettir, lo echa de casa tras ser condenado a una multa y a un destierro de tres años por asesinar a Skeggi, tal y como se relata en la Saga de Grettir.